# Wilma Arizapana
Wilma Yanet Arizapana Yucra (Chupa, 1 de octubre de 1982) es una ex corredora de larga distancia peruana y ex regidora de la Municipalidad provincial de Puno. Compitió en el maratón de los Juegos Olímpicos de Londres 2012, logrando ocupar la colocación 55.º. Su hija mayor, Sofía Mamani Arizapana, es también atleta.

## Biografía
Wilma Arizapana practica el atletismo desde los 10 años. A la edad de 15, mientras cursaba el cuarto año de educación secundaria, obtuvo el segundo puesto en los Juegos Escolares efectuados a nivel nacional. Al finalizar el colegio, y por insistencia de sus padres, ingresó a la Universidad Nacional del Altiplano en Puno, en donde estudió la carrera de Enfermería, la cual no concluyó, pues conoció a Miguel Mamani Quispe, su actual pareja, quien la motivó a dedicarse al atletismo profesional y se convirtió en su entrenador personal. Actualmente tienen tres hijos, Sofía, Lucelia y Juan Miguel.

## Carrera deportiva
El año 2008 ganó la Marathon de Los Andes con un tiempo de 2:54:14. El 15 de abril de 2012, consiguió llegar en el octavo lugar en la Maratón de Róterdam, en Holanda, con un tiempo de 2:34:08. Gracias a este logro, pudo clasificar para los Juegos Olímpicos de Londres de ese mismo año.
El 27 de septiembre de 2015, obtuvo el decimoctavo puesto en la Maratón de Berlín, con un tiempo de 2:34:11, logrando clasificar a los Juegos Olímpicos de Río de Janeiro. Sin embargo, debido a un error cometido por la Federación Peruana de Atletismo, no pudo participar en la maratón olímpica.
En 2017, Arizapana logró el sexto puesto en la Maratón de Daegu en Corea del Sur, haciendo un tiempo de 2:30:45. De esta manera, consiguió un cupo que le permitió participar en el Campeonato Mundial de Atletismo realizado en Londres, en donde consiguió llegar en el puesto 49.ª con 2:43:13.

## Récords personales
- 5 000 m: 15:55:70 – Trujillo, 28 de noviembre de 2013.[11]
- 10 000 m: 33:01.15 – Lima, 12 de junio de 2015.[12]
- Media maratón: 1:12:25 – Lima, 1 de septiembre de 2013.[13]
- Maratón: 2:34:11 – Berlín, 27 de septiembre de 2015.[7]

## Participaciones destacadas
| Año  | Competición                            | Ciudad            | País          | Posición | Prueba        | Tiempo   | Ref.          |
| ---- | -------------------------------------- | ----------------- | ------------- | -------- | ------------- | -------- | ------------- |
| 2007 | Juegos Panamericanos                   | Río de Janeiro    | Brasil        | 9.ª      | 5 000 m       | 16:39.9  | [ 14 ]        |
| 2007 | Carrera Internacional de San Silvestre | São Paulo         | Brasil        | 20.ª     | 15 km         | 59:44    | [ 15 ]        |
| 2008 | Marathon de Los Andes                  | Huancayo          | Perú          | 1.ª      | Maratón       | 2:57:14  | [ 6 ]         |
| 2010 | Sudamericano de Cross Country          | Guayaquil         | Ecuador       | 6.ª      | 8 km          | 28:02.0  | [ 16 ]        |
| 2010 | Media Maratón de Lima                  | Lima              | Perú          | Bronce   | Media maratón | 1:20:58  | [ 15 ]        |
| 2010 | Sudamericano de Media Maratón          | Lima              | Perú          | 4.ª      | Media maratón | 1:15:15  | [ 17 ]        |
| 2011 | Sudamericano de Cross Country          | Asunción          | Paraguay      | Plata    | 8 km          | 27:45.3  | [ 18 ]        |
| 2011 | Campeonato Sudamericano                | Buenos Aires      | Argentina     | 5.ª      | 5 000 m       | 16:41.3  | [ 19 ]        |
| 2011 | Juegos Panamericanos                   | Guadalajara       | México        | 9.ª      | 5 000 m       | 17:06.9  | [ 20 ]        |
| 2012 | Maratón de Róterdam                    | Róterdam          | Países Bajos  | 8.ª      | Maratón       | 2:34:11  | [ 5 ]         |
| 2012 | Juegos Olímpicos                       | Londres           | Reino Unido   | 55.ª     | Maratón       | 2:35:09  | [ 21 ]        |
| 2013 | Campeonato Sudamericano                | Cartagena         | Colombia      | Bronce   | 5 000 m       | 16:22.8  | [ 22 ]        |
| 2013 | Juegos Bolivarianos                    | Trujillo          | Perú          | Bronce   | 5 000 m       | 15:55.7  | [ 11 ]        |
| 2013 | Juegos Bolivarianos                    | Trujillo          | Perú          | Plata    | 10 000 m      | 33:55.5  | [ 23 ] [ 24 ] |
| 2013 | Media Maratón de Lima                  | Lima              | Perú          | Oro      | Media maratón | 1:12:25  | [ 15 ]        |
| 2014 | Juegos Suramericanos Odesur            | Santiago de Chile | Chile         | Plata    | 10 000 m      | 33:26.8  | [ 25 ] [ 26 ] |
| 2015 | Campeonato Mundial de Campo a Través   | Guiyang           | China         | 31.ª     | 8 km          | 28:52    | [ 27 ] [ 28 ] |
| 2015 | Campeonato Mundial de Campo a Través   | Guiyang           | China         | 8.ª      | Equipo        | 156 pts. | [ 29 ]        |
| 2015 | Campeonato Sudamericano                | Lima              | Perú          | Bronce   | 10 000 m      | 33:01.2  | [ 12 ]        |
| 2015 | Maratón Internacional de Asunción      | Asunción          | Paraguay      | Oro      | Maratón       | 2:50:39  | [ 15 ]        |
| 2015 | Maratón de Berlín                      | Berlín            | Alemania      | 18.ª     | Maratón       | 2:33:21  | [ 7 ]         |
| 2016 | Marathon de Los Andes                  | Huancayo          | Perú          | 4.ª      | Maratón       | 2:47:29  | [ 30 ]        |
| 2016 | Maratón de Róterdam                    | Róterdam          | Países Bajos  | 4.ª      | Maratón       | 2:31:32  | [ 31 ]        |
| 2016 | Media Maratón de Bogotá                | Bogotá            | Colombia      | 5.º      | Media maratón | 1:16:24  | [ 15 ]        |
| 2016 | Quito Últimas Noticias 15K             | Quito             | Ecuador       | Oro      | 15 km         | 53:42    | [ 15 ]        |
| 2017 | Maratón de Daegu                       | Daegu             | Corea del Sur | 6.ª      | Maratón       | 2:30:45  | [ 32 ]        |
| 2017 | Quito Últimas Noticias 15K             | Quito             | Ecuador       | Bronce   | 15 km         | 55:16    | [ 15 ]        |
| 2017 | Campeonato Mundial de Atletismo        | Londres           | Reino Unido   | 49.ª     | Maratón       | 2:43:13  | [ 10 ]        |